# Ad valorem
Ad valorem (lat. ad efter + mlat. valor gyldighed (i akk.)) efter værdi.') bruges til at beskrive en skat der er baseret på værdien af skatteobjektet, for eksempel ejendomme eller personlige ejendele.
En ad valorem skat pålægges typisk på købstidspunktet (en salgsskat eller moms), men den kan også pålægges hvert år (f.eks. ejendomsskat) eller i forbindelse med andre signifikante begivenheder (fx boafgift eller told). 
Et modstykke er stykbaserede punktafgifter, hvor skattebasen er en mængde af noget, uafhængigt af prisen. For eksempel en afgift på salg af alkoholiske drikke, kaffe eller sukker. 